# Rivière Obalski
Pour les articles homonymes, voir Obalski.
La rivière Obalski est un affluent de la rivière Harricana, coulant dans canton Castagnier, de la municipalité de Saint-Dominique-du-Rosaire, dans le territoire non organisé de Lac-Despinassy et dans la municipalité de La Morandière, dans la municipalité régionale de comté (MRC) de l'Abitibi, dans la région administrative du Abitibi-Témiscamingue, au Québec, au Canada.
La foresterie a été l'activité principale de ce bassin versant. Dès 1918, ce secteur s'est colonisé grâce à la venue du chemin de fer du Transcontinental, venant de Québec, lequel passe à 24,6 km au sud.
La surface de la rivière Obalski est généralement gelée du début-décembre à la fin-avril.

## Géographie
Les bassins versants voisins de la rivière Obalski sont :
- côté nord : rivière Coigny, rivière Bernetz, rivière Bigniba ;
- côté est : lac Castagnier, rivière Vassal, rivière Laflamme, rivière Castagnier ;
- côté sud : rivière Landrienne, rivière Castagnier, rivière Peter-Brown, rivière Martel ;
- côté ouest : rivière Harricana, lac Obalski.

La rivière Obalski tire sa source du lac Arlelion à Saint-Dominique-du-Rosaire.
La source de la rivière Obalski est située :
- au nord-est de la confluence de la rivière Obalski avec le lac Obalski ;
- au nord-ouest du centre du village de Castagnier, un hameau de la municipalité de La Morandière.
- au nord du centre-ville d'Amos.

À partir de sa source, la rivière Obalski coule sur environ 30 km selon les segments suivants :
- vers le sud-est en entrant dans le territoire non organisé de Lac-Despinassy, jusqu'à la décharge du lac Arlelion(venant du sud) ;
- vers le sud en entrant dans la municipalité de La Morandière et en coupant le chemin Castagnier, jusqu'à la confluence de la rivière Obalski Sud (venant du sud-est) ;
- vers l'ouest en entrant dans la municipalité de Saint-Dominique-du-Rosaire, jusqu'à son embouchure[2].

La rivière Obalski se déverse sur la rive est du lac Obalski lequel est traversé vers le nord par la rivière Harricana. Cette confluence est située :
- à l'est de la limite de l'Ontario ;
- au sud-est de la confluence de la rivière Harricana (en Ontario) avec la Baie James ;
- au nord-ouest du centre-ville de Senneterre ;
- au nord du centre-ville d'Amos.

## Toponymie
Le terme Obalski se réfère à un lac, une rivière et à une rue. L'hydronyme rivière Obaski évoque l'œuvre de vie de Joseph Obalski (Châteaubriant, France, 1852 – Montréal, 1915), inspecteur du Service des mines du Québec. Au début du XXe siècle, il a accompli plusieurs voyages d'exploration en Abitibi et dans la région de Chibougamau où il a conçu de nombreux rapports géologiques.
Les Algonquins de la réserve indienne de Pikogan désignent ce lac Acaho Mozwan, dont la traduction signifie « l'endroit où l'on fait le guet de l'orignal ».
Le toponyme rivière Obalski a été officialisé le 5 décembre 1968 à la Commission de toponymie du Québec, soit lors de sa fondation.